# Benni Efrat

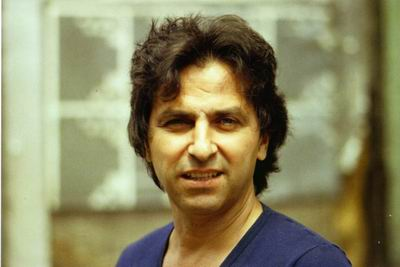
Benni Efrat (1979)

Benni Efrat (* 1936 in Beirut, Libanon) ist ein israelischer Konzeptkünstler, Maler, Plastiker und Experimentalfilmer.

## Leben und Werk
Benni Efrat ist 1936 in Beirut geboren und 1947 nach Israel ausgewandert. Er studierte von 1959 bis 1961 am Avni Institute of Art and Design in Tel Aviv bei dem israelischen Maler Yehezkel Streichman. Efrat verließ 1966 Israel, um am Central Saint Martins College of Art and Design in London zu studieren. Er lebte und arbeitete in New York (1975–1981), Paris (1981–1983), Amsterdam (1983–1992), Belgien (1993–2007) und kehrte 2007 nach Israel zurück.
Benni Efrat datiert seine Werke ab dem Jahr 2030. 94 ist das Alter seines angenommenen Todes.

## Ausstellungen (Auswahl)
- 2014: Conceptual and Applied III  Daimler Contemporary, Berlin
- 2014: Scarlet Contemporary by Golconda, Tel Aviv[4]
- 2008: The Third Generation Tel Aviv Museum of Art, Tel Aviv
- 2000: Vancouver Art Gallery, Kanada
- 1999: Fist full of candies, Fall 2048, Biennale Havanna
- 1987: Inside Outside Museum van Hedendaagse Kunst Antwerpen
- 1981: Here and Now Jewish Museum, New York City
- 1980: Hudson River Museum, New York
- 1978: Shadows MoMA PS1, New York
- 1977: documenta 6, Kassel
- 1977: Whitney Museum of American Art, New York
- 1977: Words of Liberty Museum of Contemporary Art, Chicago
- 1974: Benni Efrat, Adding to Subtract, Artist's Proof, Stedelijk Museum, Amsterdam
- 1972: Israel-Museum, Jerusalem

## Auszeichnungen
- 2002: The Haim Gamzu Prize Tel Aviv Museum of Art, Tel Aviv
- 1992: America-Israel Cultural Foundation
- 1974: Sandberg Prize for Israeli Art, Israel Museum of Jerusalem
- 1969: 6. Paris Biennale (Freiplastik)
- 1966: America-Israel Cultural Foundation